# Industrial & Engineering Chemistry Research
Industrial & Engineering Chemistry Research (nach ISO 4-Standard in Literaturzitaten mit Ind. Eng. Chem. Res. abgekürzt) ist eine wöchentlich erscheinende Peer-Review Fachzeitschrift, die seit 1909 von der American Chemical Society herausgegeben wird. Die veröffentlichten Artikel decken Themen aus der industriellen und akademischen Forschung im Bereich der angewandten Chemie und chemischen Technologie ab.
Der Impact Factor liegt nach eigenen Angaben bei 3,720 (2020).
Chefredakteur ist Phillip E. Savage von der Pennsylvania State University (Pennsylvania, Vereinigte Staaten).
Von allen Artikeln stehen Abstracts im Web kostenfrei zur Verfügung, Volltext-PDF-Dateien sind dagegen kostenpflichtig.

## Publikationshistorie
Gegründet wurde die Zeitschrift 1909 unter dem Namen Journal of Industrial & Engineering Chemistry. 1930 wurde sie umbenannt in Industrial & Engineering Chemistry, den derzeitigen Titel trägt sie seit 1970.